# John Montagu, 2. vévoda z Montagu
John Montagu, 2. vévoda z Montagu (John Montagu, 2nd Duke of Montagu, 2nd Marquess of Monthermer, 2nd Earl of Montagu, 2nd Viscount Monthermer, 4th Baron Montagu of Boughton) (29. března 1690 – 5. července 1749) byl britský generál, dvořan a státník ze šlechtického rodu Montagu, patřil k vedlejší linii hlavní rodové větve vévodů z Manchesteru. Svou kariéru založil na příbuzenském vztahu s vévodou z Marlborough, dosáhl nejvyšších hodností v armádě, několikrát byl členem vlády, zastával vysoké funkce u dvora a získal Podvazkový řád.
Narodil se na zámku Boughton House jako třetí syn Ralpha Montagu, 1. vévody z Montagu (1638–1709). Po smrti starších dvou bratrů se stal nástupcem svého otce, po němž v roce 1709 zdědil titul vévody s členstvím ve Sněmovně lordů. Mezitím absolvoval kavalírskou cestu po Francii a Itálii, jeho další kariéru předurčil sňatek s Mary Churchill (1689–1751), nejmladší dcerou vévody z Marlborough, s níž se oženil v roce 1705. Po boku svého tchána se zúčastnil několika bitev války o španělské dědictví.

## Kariéra u dvora a v politice

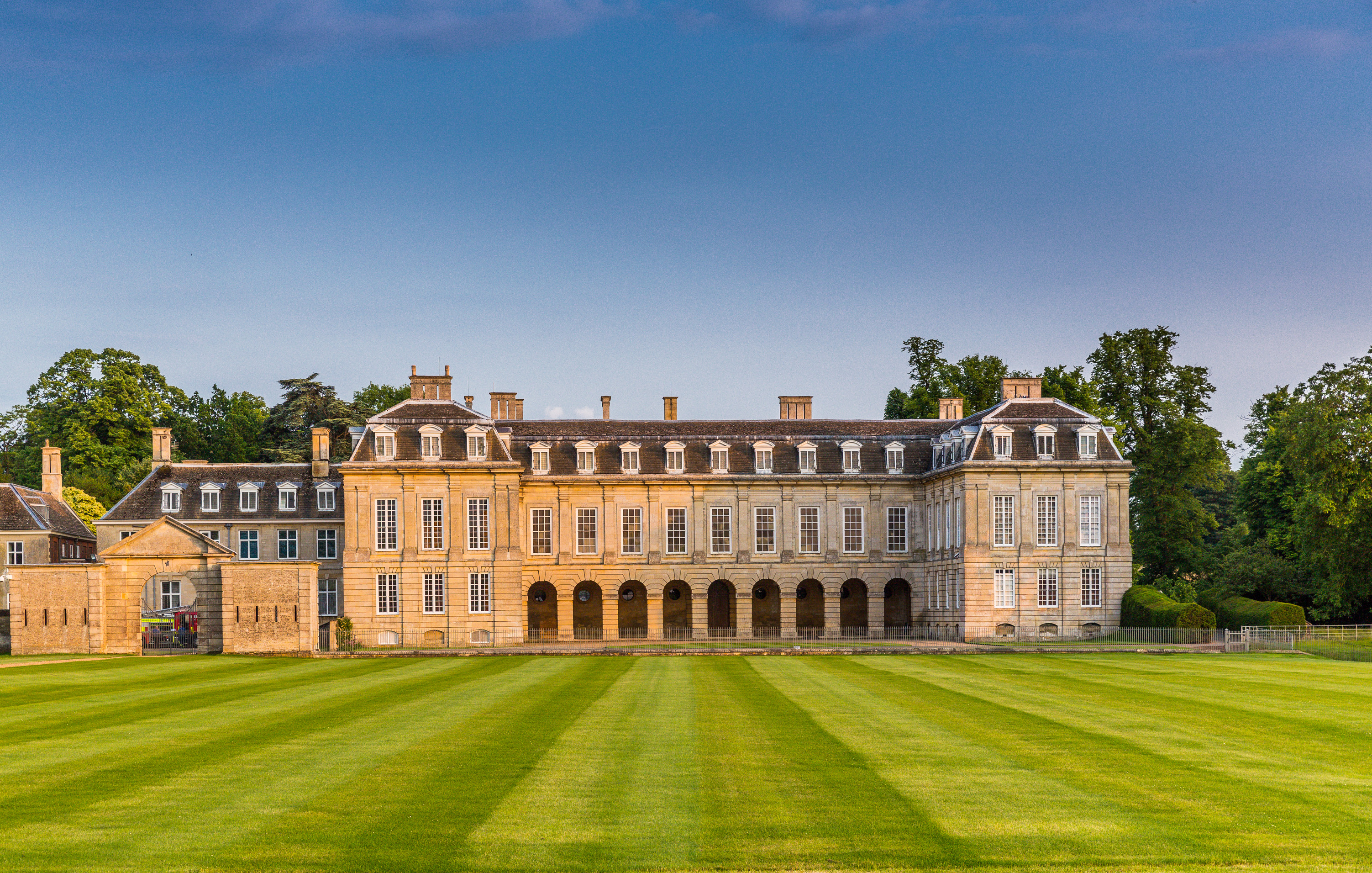
Zámek Boughton House, hrabství Northamptonshire, hlavní sídlo vévodů z Montagu

Po převzetí vévodského titulu se vrátil do Anglie a pobýval převážně u dvora, kde mimo jiné po otci převzal funkci vrchního správce královského šatníku (Master of the Great Wardrobe) (1709–1749). Při korunovaci Jiřího I. zastával čestnou hodnost Lord High Constable, v letech 1715–1721 byl plukovníkem elitních gardových sborů a v roce 1718 získal Podvazkový řád. Získal také posty místodržitele v hrabstvích Northamptonshire (1715–1736) a Warwick (1715–1749) a v letech 1725–1749 byl velmistrem Řádu lázně. Ve funkci kapitána královské gardy se stal členem Walpolovy vlády (1734–1740), a i když jeho aktivity v armádě byly minimální, byl povýšen na generálmajora (1734) a generálporučíka (1739). Od roku 1736 byl členem Tajné rady a za války o rakouské dědictví byl znovu členem vlády jako generální polní zbrojmistr (Master General of the Ordnance)(1740–1742 a 1742–1749). V návaznosti na likvidaci  posledního jakobitského povstání byl v roce 1745 jmenován generálem. V době nepřítomnosti Jiřího II. v Anglii byl dvakrát členem regentské rady (1745, 1748).
Mimoto se angažoval v charitě, byl mecenášem umění a od roku 1717 členem Královské společnosti. Věnoval se úpravám hlavního rodového sídla Boughton House, v Londýně mu patřil palác Montagu House.
Z manželství s Mary Churchill měl pět dětí. Synové John (1706–1711) a Edward (1725–1727) zemřeli v dětství, takže jeho úmrtím zanikl titul vévody z Montagu, později byl ale obnoven pro jeho zetě George Brudenell-Bruce, 4. hraběte z Cardiganu (1712–1790). Po něm pak tituly a majetek přešly na rodinu Scottů v linii vévodů z Buccleugh-Queensberry.